# Ocellé rouméliote
Pseudochazara orestes
Espèce
Statut de conservation UICN

 VU D2 : Vulnérable
L’Ocellé rouméliote (Pseudochazara orestes) est une espèce de lépidoptères (papillons) de la famille des Nymphalidae, de la sous-famille des Satyrinae et du genre Pseudochazara.

## Répartition
L'Ocellé rouméliote n'est présent que dans les montagnes du nord de la Grèce et de la frontière sud de la Bulgarie,,.

## Description
L'Ocellé rouméliote est un papillon marron avec une large bande postdiscale orange marquée de nervures foncées et ses ailes sont bordées d'une frange entrecoupée. L'aile antérieure, porte deux ocelles foncés pupillés de blanc dont un à l'apex.
Le revers, plus terne, présente les mêmes deux ocelles aux antérieures et une bande postdiscale blanche aux postérieures.

## Biologie

### Période de vol et hivernation
Il vole en une génération, de mi-juin à fin juillet.

### Plantes hôtes
Les plantes hôtes sont une ou des graminées.

### Biotope
Il réside en altitude sur des escarpements rocheux.

### Protection
Il est classé espèce vulnérable (VU).

## Classification
Le nom valide complet (avec auteur) de ce taxon est Pseudochazara orestes De Prins (d) & van der Poorten (d), 1981,.
Pseudochazara orestes porte les noms vernaculaires : Ocellé rouméliote en français et Dil's Grayling en anglais.
'Pseudochazara orestes a pour synonyme :
- Hipparchia orestes

### Publication originale
- (nl + en) Willy De Prins et Dirk van der Poorten, « Een nieuwe Pseudochazara-soort voor de wetenschap uit Noordoost-Griekenland (Lepidoptera, Satyridae) », Phegea, Anvers (d), Inconnu, vol. 10, no 1,‎ 30 novembre 1981, p. 7-21 (ISSN 0771-5277, OCLC 32356553, lire en ligne).